# パームビーチ国際空港
パームビーチ国際空港(IATA: PBI, ICAO: KPBI)は、フロリダ州パームビーチ郡ウェストパームビーチ西部にある公共の空港である。この空港は、ウェストパームビーチ、ボカラトン、パームビーチ、およびこの周辺地域の主要空港であり、マイアミ都市圏の主要3空港の一つでもある。空港はパームビーチ郡の空港局が運営している。空港へは州間高速道路95号線、州道80号線、コングレス・アベニュー(州道807号線)が直接繋がっており、西側にはミリタリー・トレイル(州道809号線)が面している。

## 歴史
パームビーチ国際空港は1936年にモリソン・フィールドとして運営され始めた。この名は飛行場の計画と組織化に貢献したグレイス・K・モリソンを称えて名付けられたものである。最初のフライトは1936年、イースタン航空のダグラス DC-2によるニューヨークへのフライトだった。空港は1936年12月19日に開港した。
滑走路と管理施設しか持たなかった空港は、1937年にパームビーチ・エアロが南側の土地を借り、格納庫と最初のターミナルを建設したことで拡大した。そのターミナルはイースタン航空ターミナルと呼ばれるようになった 。
第二次世界大戦中は、空港はアメリカ陸軍航空軍が使用した。真珠湾攻撃後、モリソン・フィールドは軍の訓練に用いられ、後のフランス侵攻の際にはノルマンディー上陸作戦に参加するためにイギリスへ向かう多くの航空機の中継基地として使われた。また、ブラジルと西アフリカを経由してインドへ向かう航空機の中継地点でも会った。
1947年、新しく作られたアメリカ空軍はモリソン・フィールドをパームビーチ郡に返還した。そして1948年、空港名はパームビーチ国際空港に変更された。
1951年、空港は米軍航空輸送部隊(MATS)の指揮下で再度アメリカ空軍が用いることになり、パームビーチ空軍基地と改名された。空軍の作戦には敷地の北半分が使われ、民間業務と航空会社のターミナルには南半分が使われた。MATSはこの基地を管理部隊の第1707航空団と第1740重輸送訓練部隊の訓練に用いた。第1707航空団は「MATSの大学」として知られ、重輸送機の飛行やサポートに関わる全人員を訓練する空軍の重要部隊となった。これには、C-124 グローブマスター、C-118 リフトマスター、C-97 ストラトフレイター、C-54 スカイマスターのパイロットやメンテナンスの訓練があった。朝鮮戦争中には約23,000人がここで訓練をうけた。
航空気象部(Air Weather Service)もパームビーチ空軍基地をハリケーン研究の本部として使っており、ハリケーン・ハンターと呼ばれた最初のWB-50 スーパーフォートレスを1956年に飛行させた。
パームビーチ郡がウェストパームビーチへの空軍駐留について何年も争った結果、空軍はここでの任務を縮小し始めた。第1707航空団は1959年6月30日に活動を終了し、オクラホマ州のティンカー空軍基地に移動した。航空団が去ったことにより、パームビーチ郡は空港の運営を取り戻した。その後、パームビーチ空軍基地には、ハリケーンや気象の研究を行う第9気象群という小規模な部隊の駐留が継続され、これがこの基地の主要な活動となった。また空撮作図部(Air Photographic and Charting Service)は、その第1370写真作図団(Photo-Mapping Wing)をパームビーチ空軍基地に移した。これは測地調査のためのフライトを行う部隊だった。最終的にパームビーチ空軍基地は1962年に閉鎖され、全ての施設はパームビーチ国際空港に譲渡された。
定期便はデルタ航空が1959年に、キャピタル航空が1960年に運航し始めた。最初のターボプロップ機はイースタン航空のロッキード L-188だった。また、イースタン航空は1960年にDC-8を用いてアイドルワイルド空港(現JFK空港)へのノンストップ便を始めた。
1960年代初頭にジョン・F・ケネディが大統領だった頃、エアフォースワンが頻繁にパームビーチ国際空港に来ていた。その当時、地元の有権者は空港を移転させる案を拒否し、既存の設備を拡張させることを選んだ。1966年10月、8カ所のゲートを持つメインターミナルが空港の北東部に開業した。そして1974年、デルタ航空はこの空港で初めてとなる搭乗橋を持つターミナルを使い始めた。またこの頃、連邦航空局は新しい管制塔を敷地南側に建設した。
1970年代中頃までには、ここの主要な航空会社はデルタ航空、イースタン航空、ナショナル航空になっていた。イースタンは当時のこの空港にワイドボディ機を就航させていた唯一の会社であり、ニューヨークのJFKとニューアークへL-1011を毎日飛ばしていた。
1979年にはナショナル航空はJFK、ラガーディア空港、マイアミ空港へ、DC-10を毎日飛ばしていた。また、イースタンはL-1011をアトランタ空港へ、デルタはL-1011をタンパ空港へ飛ばしていた。1985年にはパームビーチ・ニューヨーク間に毎日8機のワイドボディ機が飛んでいた。
1988年、25基のゲートを持つデイビット・マキャンベル・ターミナルが開業した。このターミナル名は、第二次世界大戦当時の海軍のエースパイロット名に由来する。2003年、このターミナルはコンデナスト・トラベラー誌の読者投票で国内最良に選ばれた。同年、サザン・ブルーバード(国道98号線)の交通量を減らすために州間高速道路95号線のインターチェンジが新しく作り直され、ターネイジ・ブルーバード(空港敷地内の道路)へ繋げられた。
1990年代になると、急速に拡張するフォートローダーデール空港との競争によって、この空港の成長は抑えられてしまった。また2001年の景気後退と9.11テロがさらに抑制したが、2002年以降の南フロリダの開発によって乗客数の急増がもたらされた。その後さらに、ジェットブルー航空やサウスウエスト航空のような低価格の航空会社がパームビーチへの就航を始めた。2006年、パームビーチ郡は7階建ての駐車場の起工と、コンコースCへの3カ所のゲートの追加を皮切りに、暫定的な拡張計画を開始した。広範囲な拡張計画には、コンコースBへのゲート追加と、現ターミナルの東側に14カ所のゲートを持つ新コンコースDを建設することが含まれる。
2016年の選挙でドナルド・トランプが大統領に選ばれたことにより、エアフォースワンがまた頻繁に訪れるようになった。トランプが空港近くのマー・ア・ラゴを訪れている間、エアフォースワンはサザン・ブルーバードに近い空港南部に駐機していることが多い。2017年まで、機体と見学者の間にはスクールバスの車列が一時的な盾として並べられていた。パームビーチ郡は2017年中頃には恒久的な障壁を建設するとしていたが、11月時点ではまだスクールバスが用いられている。

## 設備
パームビーチ国際空港は面積が約7.6km2あり、滑走路を3本備えている。
- 10L-28R: 3,048 x 46 m アスファルト
- 10R-28L: 980 x 23 m アスファルト
- 14–32: 2,111 x 46 m アスファルト

滑走路番号はFAAの現行方式に合うように2009年12月17日に変更された。それまでは、9L-27R、9R-27L、13–31とされていた。
2018年時点で各コンコースは以下の航空会社が利用している。
- コンコースA - バハマスエア、シルバー・エアウェイズ
- コンコースB - エア・カナダ、アメリカン航空、サウスウエスト航空、サン・カントリー航空、ユナイテッド航空
- コンコースC - デルタ航空、フロンティア航空、ジェットブルー航空、スピリット航空

### 管制塔
高さ73mの新しい管制塔が敷地北側(コンコースAの西、ベルヴェディア・ロードの南)で運用されている。古い管制塔は敷地南側に残っている。

### ヘリコプター
- ヘリコプターの運用は主に10R/28L滑走路かその平行誘導路で行う。もしくは税関やギャラクシー・アビエーションの駐機場へ直接進入することもある。
- パームビーチ郡保安官事務所（英語版）には航空部門があり、空港の南西角に格納庫を持っている。
- パームビーチ郡のヘルスケア部門は郡消防局と共にトラウマホークと呼ばれる救急ヘリを運用しており、空港南西部の保安官事務所の隣に格納庫がある。

### その他の格納庫
- ゼネラル・アビエーションの運航支援事業者(FBO)や格納庫が空港南端に並んでいる。この空港のFBOには、ジェット・アビエーション（英語版）、アトランティック・アビエーション、シグネチャー・フライトサポートがある。

### 消防救急
パームビーチ郡消防局の航空隊が滑走路間にあり、空港中心に位置する消防署には13機の消防機器がある。
消防機器には以下のものがある。
- 搭乗用階段 - 非常時に乗客の降機を助ける[13]。
- 化学消防車5台 - 「ドラゴン」というコールサインが割り当てられており、ドラゴン1、ドラゴン2などと呼ばれる[14]。
- 泡発生器 - 消火に用いるパープルK（英語版）という濃縮物を運ぶ[15]。
- 救助工作車 - 航空事故や多数傷病者事故（英語版）に用いる特殊器具を搭載[16]。

### トラウマホーク

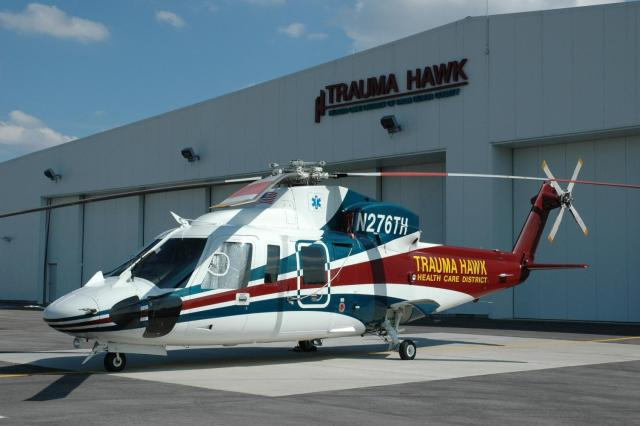
パームビーチ国際空港にある格納庫前でのトラウマホーク1

トラウマホークの基地は空港南西角にあり、パームビーチ郡消防局が2機のシコルスキー S-76を運用している。消防局は「トラウマホーク航空医療計画」を実行するため、郡のヘルスケア部門と連携している。トラウマホーク計画は1990年11月に成立し、重症患者を病院に救急搬送する際に郡保安局のヘリを使わずに済むようにするためのものだった。2機の救急ヘリは同じ機器を備え、それぞれ2人の患者と最大4人の医療スタッフが搭乗できる。各ヘリコプターはパイロット1人、看護師1人、パラメディック1人で運用している。看護師とパラメディックは郡消防局に雇われており、パイロットは郡のヘルスケア部門に雇われている。

## 航空会社と就航地

### 旅客便
| 航空会社                           | 就航地 |
| ---------------------------------- | --- |
| アメリカン航空                     | シャーロット、シカゴ/ORD、ダラス/フォートワース、フィラデルフィア、ワシントン/レーガン                                                                                     |
| アメリカン・イーグル               | 季節運航: ニューヨーク/LGA |
| デルタ航空                         | アトランタ、デトロイト、ニューヨーク/JFK、ニューヨーク/LGA 季節運航: ボストン                                                                                              |
| ユナイテッド航空                   | デンバー (2019年3月9日から)、ニューアーク 季節運航: ヒューストン/インターコンチネンタル                                                                                    |
| サウスウエスト航空                 | アトランタ、ボルチモア、ダラス/ラブ (2019年3月10日から)、ニューヨーク/ISP、ニューヨーク/LGA 季節運航: シカゴ/MDW、ハートフォード、ピッツバーグ、プロビデンス、セントルイス |
| フロンティア航空                   | ニューヨーク/ISP 季節運航: クリーブランド (2018年11月15日から)、コロンバス/グレン、フィラデルフィア、ピッツバーグ、ローリー/ダーラム、セントルイス                         |
| ジェットブルー航空                 | ボストン、ハートフォード、ニューアーク、ニューヨーク/JFK、ニューヨーク/LGA、プロビデンス (2019年2月14日から)、ワシントン/レーガン、ホワイト・プレインズ                    |
| シルバー・エアウェイズ             | キーウェスト、マーシュハーバー、ナッソー、サウス・ビミニ |
| サザン・エアウェイズ・エクスプレス | キーウェスト、タンパ |
| スピリット航空                     | 季節運航: アトランティック・シティ、ボストン、シカゴ/ORD、デトロイト |
| サン・カントリー航空               | 季節運航: ミネアポリス=セントポール |
| エア・カナダ                       | 季節運航: モントリオール、トロント |
| バハマスエア                       | マーシュハーバー |

| 国内線就航地図 |
| --- |
| ウェストパームビーチシャーロットシカゴ＝オヘアダラス・フォートワースフィラデルフィアワシントン＝ナショナルアトランタデトロイトミネアポリス・セントポールピッツバーグボルチモアシカゴ＝ミッドウェーニューアークラガーディアJFKトレントンアトランティック・シティハートフォードボストンプロビデンスホワイト・プレインズロングアイランドタンパキーウェストセントルイスヒューストンクリーブランドコロンバス＝グレンローリー・ダーラムダラス＝ラブデンバー パームビーチ国際空港からの国内線就航地 |

| 国際線就航地図 |
| --- |
| ウェストパームビーチモントリオール＝トルドートロント＝ピアソンマーシュハーバーナッソーサウス・ビミニ パームビーチ国際空港からの国際線就航地 |

### 貨物便
| 航空会社                   | 就航地                                                        |
| -------------------------- | ------------------------------------------------------------- |
| フェデックス・エクスプレス | メンフィス                                                    |
| UPS航空                    | シャーロット、コロンビア (SC)、ルイビル、マイアミ、オーランド |

## 統計

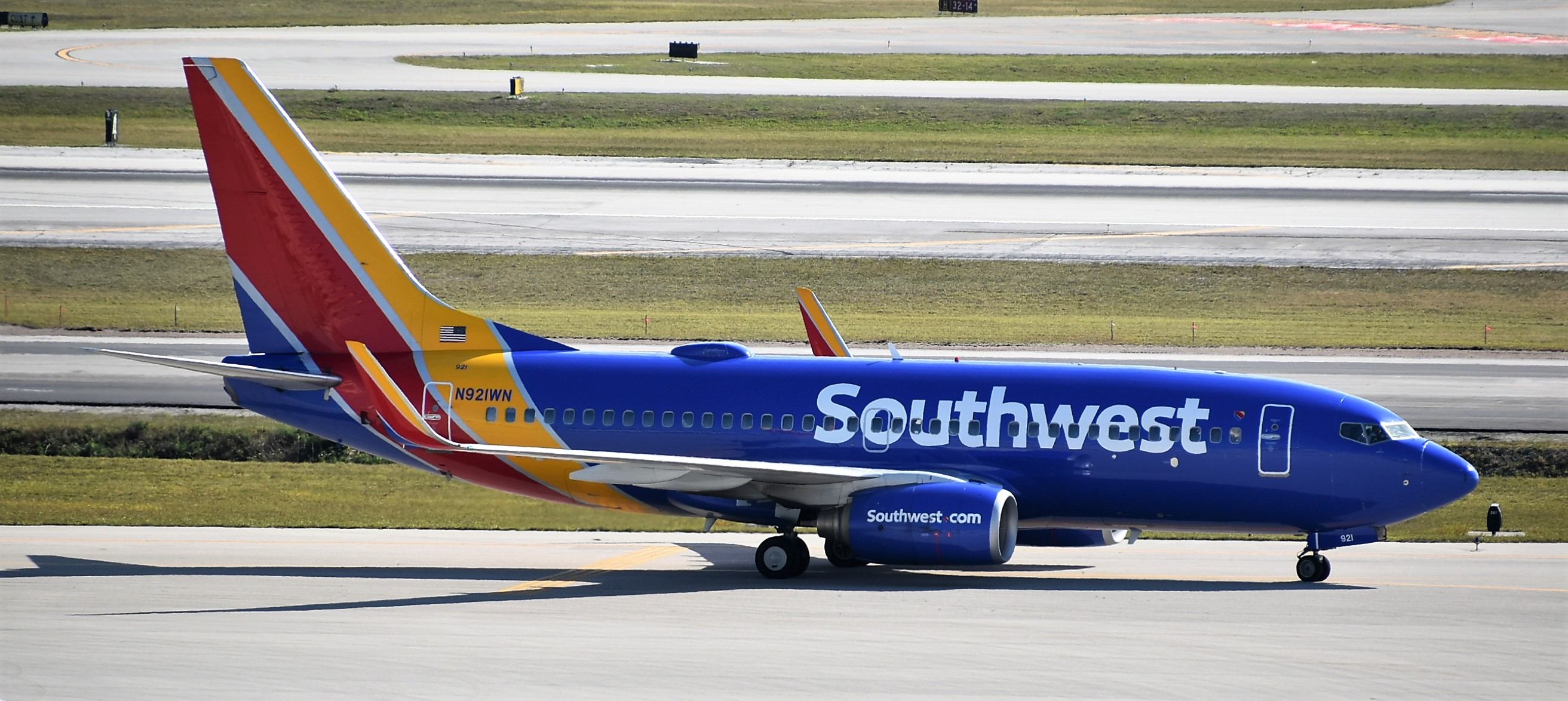
サウスウエスト航空：ボーイング 737@PBI

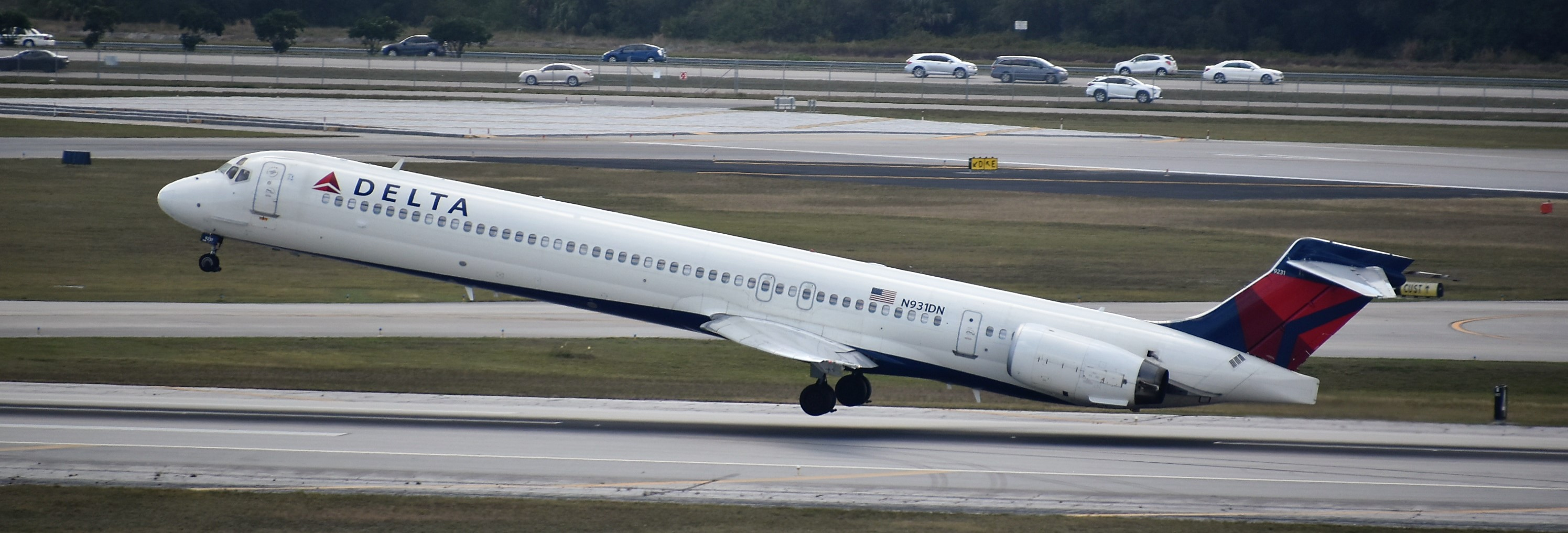
デルタ航空 マクドネル・ダグラス MD-90@PBI

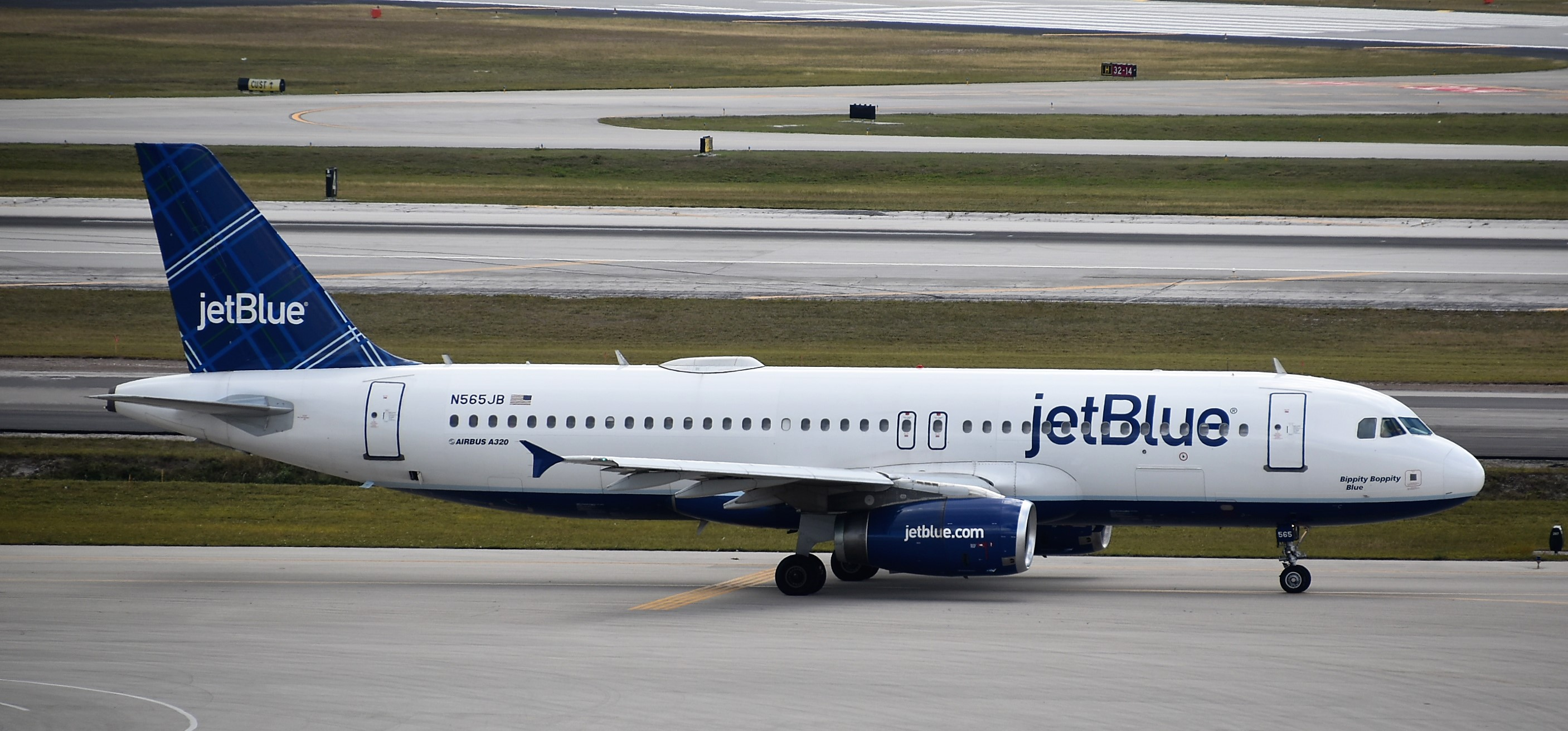
ジェットブルー航空 エアバス A320@PBI

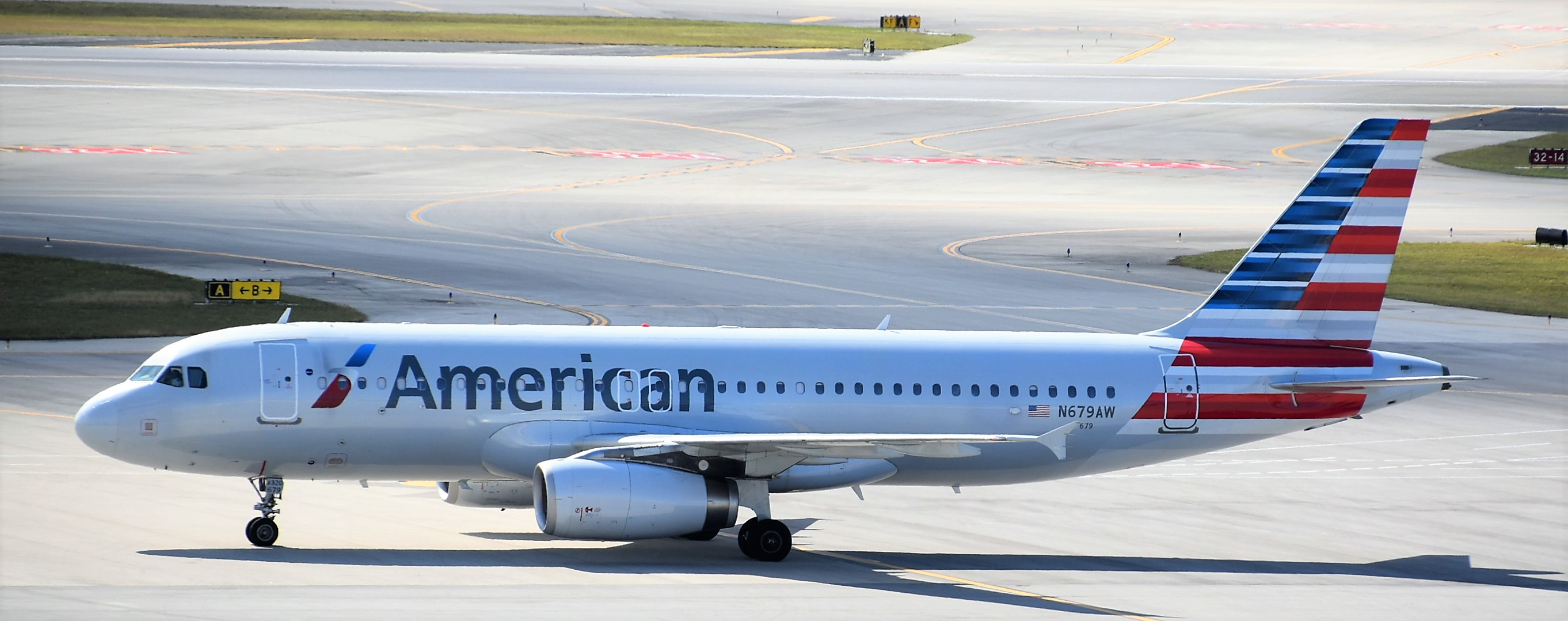
アメリカン航空 エアバス A320@PBI

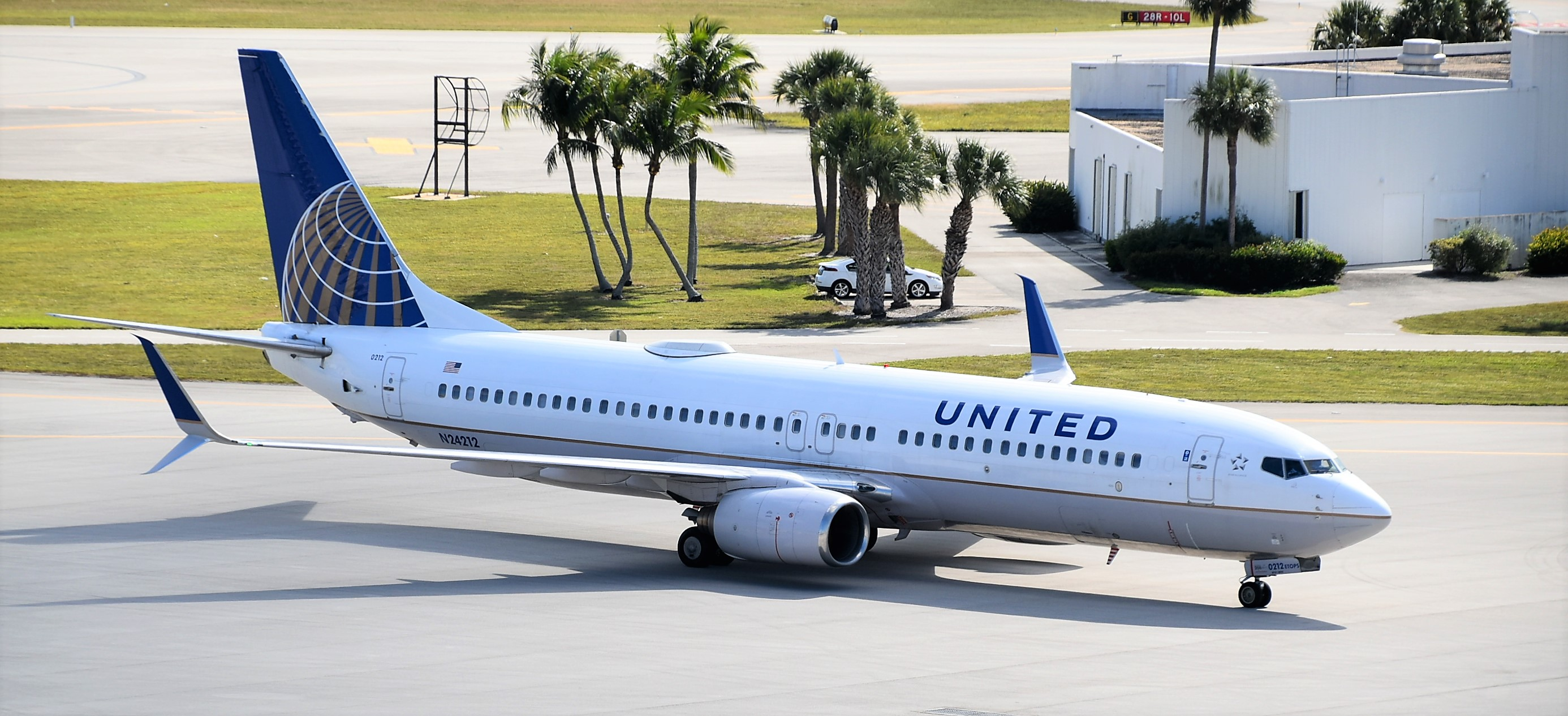
ユナイテッド航空 ボーイング 737@PBI

### 就航地別
| 順位 | 都市                       | 旅客数  | 航空会社                           |
| ---- | -------------------------- | ------- | ---------------------------------- |
| 1    | アトランタ                 | 626,520 | サウスウエスト、デルタ             |
| 2    | ニューアーク               | 419,900 | ジェットブルー、ユナイテッド       |
| 3    | ニューヨーク＝ラガーディア | 298,520 | アメリカン、ジェットブルー、デルタ |
| 4    | ボストン                   | 246,620 | ジェットブルー、スピリット、デルタ |
| 5    | シャーロット               | 245,000 | アメリカン                         |
| 6    | ニューヨーク＝JFK          | 242,490 | ジェットブルー                     |
| 7    | フィラデルフィア           | 162,840 | アメリカン、サウスウエスト         |
| 8    | ボルチモア                 | 139,450 | サウスウエスト                     |
| 9    | ホワイト・プレインズ       | 135,310 | ジェットブルー                     |
| 10   | ロングアイランド           | 126,110 | サウスウエスト、フロンティア       |

### 航空会社の市場シェア
| 順位 | 航空会社           | 乗客数    | シェア |
| ---- | ------------------ | --------- | ------ |
| 1    | ジェットブルー航空 | 1,806,000 | 28.51% |
| 2    | デルタ航空         | 1,665,000 | 26.28% |
| 3    | アメリカン航空     | 1,236,000 | 19.51% |
| 4    | サウスウエスト航空 | 620,000   | 9.78%  |
| 5    | ユナイテッド航空   | 597,000   | 9.43%  |

### 年間旅客数
| 年   | 旅客数    | 年   | 旅客数    | 年   | 旅客数    |
| ---- | --------- | ---- | --------- | ---- | --------- |
| 1989 | 5,115,700 | 1999 | 5,742,634 | 2009 | 5,994,606 |
| 1990 | 5,691,410 | 2000 | 5,842,594 | 2010 | 5,887,723 |
| 1991 | 5,077,573 | 2001 | 5,939,404 | 2011 | 5,769,583 |
| 1992 | 5,023,693 | 2002 | 5,483,662 | 2012 | 5,609,168 |
| 1993 | 5,074,132 | 2003 | 6,014,186 | 2013 | 5,691,747 |
| 1994 | 5,588,434 | 2004 | 6,537,263 | 2014 | 5,886,384 |
| 1995 | 5,418,831 | 2005 | 7,014,237 | 2015 | 6,265,530 |
| 1996 | 5,680,913 | 2006 | 6,824,789 | 2016 | 6,264,397 |
| 1997 | 5,813,361 | 2007 | 6,936,449 | 2017 | 6,322,452 |
| 1998 | 5,899,482 | 2008 | 6,476,303 | 2018 | 6,513,943 |

## 公共交通機関

### 鉄道
パームビーチ国際空港の最寄り駅はウェストパームビーチ駅で、アムトラック、都市間鉄道、トリレールが乗り入れている。

### バス
パーム・トランの40番、44番が空港に乗り入れている。いずれもウェストパームビーチ駅で、トリレールとアムトラック、グレイハウンドに接続している。

## 論争
FAA(連邦航空局)は、パームビーチ国際空港に新しい管制塔を建設するのに合わせて、空港の周囲5～40マイル(8～64km)を担当する航空管制官全員をマイアミ国際空港に移転させる予定だった。周囲5マイル以下を担当する進入管制官と地上管制官はパームビーチに留まる予定だった。FAAはこの移転はコスト削減に必要な措置だと主張したが、反対者たちはマイアミの施設がもしハリケーンやテロ攻撃で被害を受けたら南フロリダの航空がリスクにさらされると主張した。全米航空管制官連盟もこの移転に反対した。マイアミ国際空港の設備は、マイアミとフォートローダーデール空港の管制のために用いられている。
ドナルド・トランプは2010年、滑走路の拡張を阻止する訴訟を起こした。また、2015年、彼は自己が保有するマー・ア・ラゴの上空を通過する航空路に関する訴訟を始めた。

## 事故・インシデント
- 2008年1月30日、サンフアン(プエルトリコ)のルイス・ムニョス・マリン国際空港からフィラデルフィア国際空港へ向かっていたアメリカン航空1738便が、コックピット内の煙を報告した後、パームビーチ国際空港に緊急着陸した。137人の乗客と7人の乗員の内、乗客1人と機長、副操縦士を含む乗員5人が病院に搬送された[26][27]。
- 2010年11月11日、パームビーチ国際空港からメルボルン国際空港へ向かおうとしたパイパー PA-44が、離陸中にエンジンが停止し誘導路に墜落した。この機体はフロリダ工科大学（英語版）の航空学部が運用していたもので、搭乗していた4人全員が死亡した。この内、2人はこの大学の学生で、1人は飛行教官、1人は客だった[28]。
- 2012年10月25日、コロンビアのラファエル・ヌニェス国際空港からフォートローダーデール空港へ向かっていたスピリット航空946便のエアバスA319が、第2エンジンが停止したため、緊急着陸した。飛行機は無事に着陸し、機体にも乗客にも被害は無かった[29]。
- 2014年3月24日、アトランタ空港からパームビーチへ向かっていたデルタ航空2014便のマクドネル・ダグラス MD-90が油圧系統のトラブルのため緊急事態を宣言し、滑走路28Rへ緊急着陸した。機体に損傷は無く、けが人もいなかった[30]。
- 2016年7月21日、フィラデルフィア国際空港へ向かうアメリカン航空1822便のエアバスA319が、離陸に向けて地上移動中に油圧系統の油漏れを起こした。乗客は緊急脱出スライドで機外へ出た。17人が負傷し手当を受けた[31]。

## 参照
1. 1 2  FAA Airport Form 5010 for PBI (PDF) , effective December 17, 2009
2. 1 2 3 4 5  “History - Palm Beach International Airport”. www.pbia.org. 2018年11月7日閲覧。
3. 1 2  “U. S. Military in West Palm Beach”. Palm Beach County History Online. 2018年11月7日閲覧。
4. ↑  “To Palm Beach International Airport Effective April 15, 1975”. www.departedflights.com. 2018年11月6日閲覧。
5. ↑  “To West Palm Beach Effective November 15, 1979”. www.departedflights.com. 2018年11月6日閲覧。
6. ↑  “To West Palm Beach Effective February 15, 1985”. www.departedflights.com. 2018年11月6日閲覧。
7. ↑  DiPaola, Jim (1988年10月24日). “Thousands Get Terminal Fever Magicians, Dancers, Musicians Create Festive Pbia Opening”. Sun-Sentinel.  オリジナルの2018年10月10日時点におけるアーカイブ。 2018年10月10日閲覧。
8. ↑  Webb, Kristina. “NEW: Trump finally gets wall — to shield Air Force One at PBIA” (英語). The Palm Beach Post 2018年11月7日閲覧。
9. ↑  “Wall of buses ready at Palm Beach airport in anticipation of Trump visit for Thanksgiving”. Washington Examiner. (2017年11月19日) 2018年11月7日閲覧。
10. ↑  “FAASTeam Notice – NOTC2052: Palm Beach International Airport (PBI) Runway Designation Change, effective December 17, 2009”.   Federal Aviation Administration. 2009年12月16日閲覧。
11. ↑  “Archived copy”. 2011年5月27日時点のオリジナルよりアーカイブ。2009年4月10日閲覧。
12. ↑  “Station 81”. Palm Beach County Fire Rescue. 2015年2月25日閲覧。
13. ↑  “Air Stair 1”. Palm Beach County Fire Rescue. 2015年2月25日閲覧。
14. ↑  “Dragon 1”. Palm Beach County Fire Rescue. 2015年2月25日閲覧。
15. ↑  “Foam 81”. Palm Beach County Fire Rescue. 2015年2月25日閲覧。
16. ↑  “Support 81”. Palm Beach County Fire Rescue. 2015年2月25日閲覧。
17. 1 2  “Station Trauma Hawk”. Palm Beach County Fire Rescue. 2015年2月25日閲覧。
18. 1 2 3  “Trauma Hawk”. Palm Beach County Fire Rescue. 2015年2月25日閲覧。
19. ↑  “Spring Forward: Southwest Airlines Gets Ready For Spring Break with More Nonstop Routes”. Southwest Airlines Newsroom. 2018年12月13日閲覧。
20. ↑  “More Go, Coming Right Up! Spirit Airlines Extends Schedule through February 2019 with Seven New Routes”. GlobeNewswire News Room (2018年6月7日). 2018年12月13日閲覧。
21. ↑  “Statistics”. transtats.bts.gov. 2011年10月3日閲覧。
22. ↑  “RITA | BTS | Transtats”.   Transtats.bts.gov. 2018年12月30日閲覧。
23. ↑  “Palm Beach International Airport - Palm Beach County Florida”. www.pbia.org. 2018年3月25日閲覧。
24. ↑  Playford, Adam. Trump sues to prevent runway expansion, The Palm Beach Post, palmbeachpost.com, July 19, 2010
25. ↑  Matt Sedensky (2015年1月13日). “Trump sues for $100M, says air traffic targets him”.   USA Today. 2015年2月23日閲覧。
26. ↑  “AA flight makes emergency landing in West Palm Beach: Travel Weekly”. www.travelweekly.com (2008年1月31日). 2018年12月12日閲覧。
27. ↑  Ranter, Harro (2016年12月21日). “Incident Boeing 757-223 N624AA, 30 Jan 2008”. aviation-safety.net. 2018年12月13日閲覧。
28. ↑  “Plane crash investigation moves forward as victims are identified”. 2018年3月25日閲覧。
29. ↑  “Archived copy”. 2014年4月21日時点のオリジナルよりアーカイブ。2014年4月20日閲覧。 "Spirit Airlines emergency landing at Palm Beach International Airport"
30. ↑  “Archived copy”. 2014年3月26日時点のオリジナルよりアーカイブ。2014年3月26日閲覧。 "Delta Flight 2014 from Atlanta to West Palm Beach lands safely after declaring emergency"
31. ↑  Sutton, Joe (2016年7月21日). “Passengers evacuate American Airlines flight after report of leak”.   CNN. 2018年12月12日閲覧。